# Oliver Emert
Oliver Emert (1902 - 1975) est un décorateur ensemblier américain. 
Il reçoit en 1963 un Oscar pour son travail sur le film Du silence et des ombres.

## Filmographie partielle
- 1945 : Notre cher amour (This Love of Ours) de William Dieterle
- 1945 : La Taverne du cheval rouge
- 1947 : Et tournent les chevaux de bois (Ride the Pink Horse) de Robert Montgomery
- 1948 : Deux Nigauds contre Frankenstein (Abbott and Costello meet Frankenstein) de Charles Barton
- 1949 : Pour toi j'ai tué (Criss Cross) de Robert Siodmak
- 1950 : La Femme sans loi
- 1950 : Le Bistrot du péché (South Sea Sinner) d'H. Bruce Humberstone
- 1951 : Tomahawk
- 1951 : Les Frères Barberousse
- 1952 : Les Affameurs
- 1952 : À l'abordage
- 1952 : Les Conducteurs du diable
- 1952 : Steel Town
- 1952 : Le Mystère du château noir (The Black Castle) de Nathan Juran
- 1953 : Victime du destin
- 1953 : Le Port des passions
- 1953 : Révolte au Mexique
- 1954 : Je suis un aventurier
- 1955 : Capitaine Mystère
- 1956 : Brisants humains
- 1956 : Les Piliers du ciel
- 1956 : Le Prix de la peur (The Price of Fear) d'Abner Biberman
- 1957 : Les Ailes de l'espérance
- 1957 : Le Survivant des monts lointains
- 1958 : La Ronde de l'aube
- 1958 : Madame et son pilote
- 1958 : Tonka, cheval sauvage (Tonka) de Lewis R. Foster
- 1961 : Un pyjama pour deux
- 1962 : Les Nerfs à vif (Cape Fear) de J. Lee Thompson
- 1962 : Du silence et des ombres (To Kill a Mockingbird) de Robert Mulligan
- 1962 : Six chevaux dans la plaine (Six Black Horses) d'Harry Keller
- 1963 : Le Dernier de la liste
- 1963 : Le Vilain Américain
- 1964 : Ne m'envoyez pas de fleurs
- 1964 : Le Mercenaire de minuit
- 1964 : Les Séducteurs
- 1965 : Les Prairies de l'honneur
- 1966 : Tobrouk, commando pour l'enfer
- 1966 : Rancho Bravo